# 레전드 (2015년 영화)
《레전드》(영어: Legend)는 2015년 공개된 영국의 범죄 스릴러 영화이다. 각본가 브라이언 헬걸런드의 다섯 번째 연출 작품이며 톰 하디, 에밀리 브라우닝, 데이비드 슐리스, 크리스토퍼 에클스턴 등이 출연했다.

## 출연
- 톰 하디 : 레지 / 로니 크레이 역
- 태런 에저튼 : 테디 스미스 역
- 에밀리 브라우닝 : 프랜시스 시어 역
- 폴 앤더슨 : 알버트 도노휴 역
- 크리스토퍼 에클스턴 : 니퍼 리드 역
- 콜린 모건 : 프랭크 시어 역
- 타라 피츠제랄드 : 시어 부인 역
- 데이비드 슐리스 : 레슬리 페인 역
- 채즈 팔민테리 : 안젤로 브루노 역
- 아뉴린 바나드 : 데이비드 베일리 역
- 스티븐 로드 : 풀러 역
- 다니엘 웨스트우드 : 크레이 펌 역
- 샘 호어 : 스테판 드 페이 역
- 애덤 포거티 : 팻 코널리 역
- 로레인 스탠리 : 맹인 거지 역
- 조슈아 힐 : 스콧 순경 역
- 니콜라스 파렐 : 험프리스 역
- 멜 라이도 : 이안 베리 역
- 밀리 브레디 : 조안 콜린스 역
- 크리스 메이슨 : 로니 하트 역
- 스테판 톰슨 : 로니 벤더 역
- 샘 스프루엘 : 잭 맥비티 역
- 알렉스 펀스 : 맥클린 역
- 마틴 맥크레디 : 에디 리차드슨 역
- 쉐인 앳울 : 조지 코넬 역
- 리차드 리델 : 마이크 조버 역
- 프랭키 피츠제럴드 : 잭 딕슨 역
- 크리스토퍼 애덤슨 : 필립 테스타 역
- 알렉스 지안니니 : 토니 카포니그로 역
- 더피 : 티미 유로 역
- 사만다 펄 : 셜리 베시 역
- 마크 시어도어 : 소니 리스턴 역
- 허기 레버 : 바텐더 역
- 찰리 팔머 로스웰 : 레슬리 홀트 역
- 라스코 앳킨스 : 클럽 펀터 역
- 라일라 웡
- 앤큐타 브리번 : 결혼식 하객 역
- 조쉬 마이어스 : 구제피 역